# Wasco County
Wasco County är ett administrativt område i delstaten Oregon, USA. År 2010 hade countyt 25 213 invånare. Den administrativa huvudorten (county seat) är The Dalles. 

## Geografi
Enligt United States Census Bureau så har countyt en total area på 6 203 km². 6 167 km² av den arean är land och 36 km² är vatten. 

### Angränsande countyn
- Hood River County, Oregon - väst
- Clackamas County, Oregon - väst
- Marion County, Oregon - sydväst
- Jefferson County, Oregon - syd
- Wheeler County, Oregon - sydöst
- Gilliam County, Oregon - öst
- Sherman County, Oregon - öst
- Klickitat County, Washington - nord